# FSV Salmrohr
Fußballsportverein Salmrohr 1921 e.V. – niemiecki klub piłkarski z siedzibą w mieście Salmtal, występujący w Oberlidze (grupa Rheinland-Pfalz/Saar), stanowiącej piąty poziom rozgrywek w Niemczech.

## Historia
Klub został założony w 1921 roku jako DJK Salmrohr/Dörbach. W 1946 roku zmienił nazwę na SV Salmrohr, a w następnym roku przemianował ją na Fussball Club Salmrohr 1946. Z kolei w 1957 roku przyjął nazwę Fußballsportverein Salmrohr/Dörbach. W 1986 roku awansował do 2. Bundesligi. Spędził w niej sezon 1986/1987, podczas którego zajął 20. miejsce i spadł do Oberligi.

## Reprezentanci kraju grający w klubie
- Rodalec Sousa Miyamou
- İlham Məmmədov
- Rainer Ernst
- Giorgi Ghuduszauri
- Wołodymyr Luty
- Wolfgang Kleff
- Hamid Alidousti
- Klaus Toppmöller
- Bernd Hölzenbein
- Alexandru Sătmăreanu